# 郑汉涛
郑汉涛（1915年—1992年），男，浙江慈溪人，中华人民共和国军事人物，中国人民解放军少将，曾任第三机械工业部副部长。